# Villyan Bijev
Villyan Bijev (Sofía, Bulgaria-, 3 de enero de 1993) es un futbolista estadounidense nacido en Bulgaria. Juega como delantero y su equipo actual es el Central Valley Fuego de la USL League One.

## Trayectoria

### Liverpool
Luego de una excelente temporada con el club juvenil Cal Odyssey de la Liga de Desarrollo de los Estados Unidos, Bijev pasó un tiempo a prueba con el Liverpool Football Club, al cual impresionó y terminó ofreciéndole un contrato en agosto de 2011. No obstante, el delantero estadounidense no se pudo unir al club inglés debido a que no se le otorgó el permiso de trabajo para el Reino Unido y fue cedido en forma inmediata al Fortuna Düsseldorf de Alemania.

### Fortuna Düsseldorf
Luego de jugar varios partidos con el equipo de reservas, Bijev hizo su debut profesional en la 2. Bundesliga el 5 de abril de 2012 en un partido contra el Hansa Rostock.

### IK Start
En agosto de 2012 Bijev fue cedido al IK Start de Noruega hasta el final de la temporada 2012 en ese país. Bijev hizo su debut con el Start el 23 de septiembre de 2012 en la victoria 2-1 ante el Hødd.
En su regreso a Liverpool fue desvinculado del club al término de la temporada 2013-14.

## Selección nacional

### Estados Unidos
Bijev ha sido miembro regular de las selecciones sub-18 y sub-20 de los Estados Unidos.

### Bulgaria
Representó a Bulgaria en la categoría sub-21.

## Palmarés

### Campeonatos nacionales
| Competición           | Equipo                | País     | Año     |
| --------------------- | --------------------- | -------- | ------- |
| Copa de Bulgaria      | PFC Cherno More Varna | Bulgaria | 2014-15 |
| Supercopa de Bulgaria | PFC Cherno More Varna | Bulgaria | 2015    |

## Clubes
| Club                       | País           | Año           |
| -------------------------- | -------------- | ------------- |
| Liverpool                  | Inglaterra     | 2011          |
| Fortuna Düsseldorf cedido  | Alemania       | 2011          |
| IK Start cedido            | Noruega        | 2012          |
| Liverpool                  | Inglaterra     | 2012 - 2014   |
| PFC Slavia Sofia           | Bulgaria       | 2014 - 2015   |
| PFC Cherno More Varna      | Bulgaria       | 2015 -        |
| Portland Timbers 2         | Estados Unidos | 2016 - 2017   |
| Sacramento Republic cedido | Estados Unidos | 2017          |
| Sacramento Republic        | Estados Unidos | 2018-presente |